# Konsertmästare

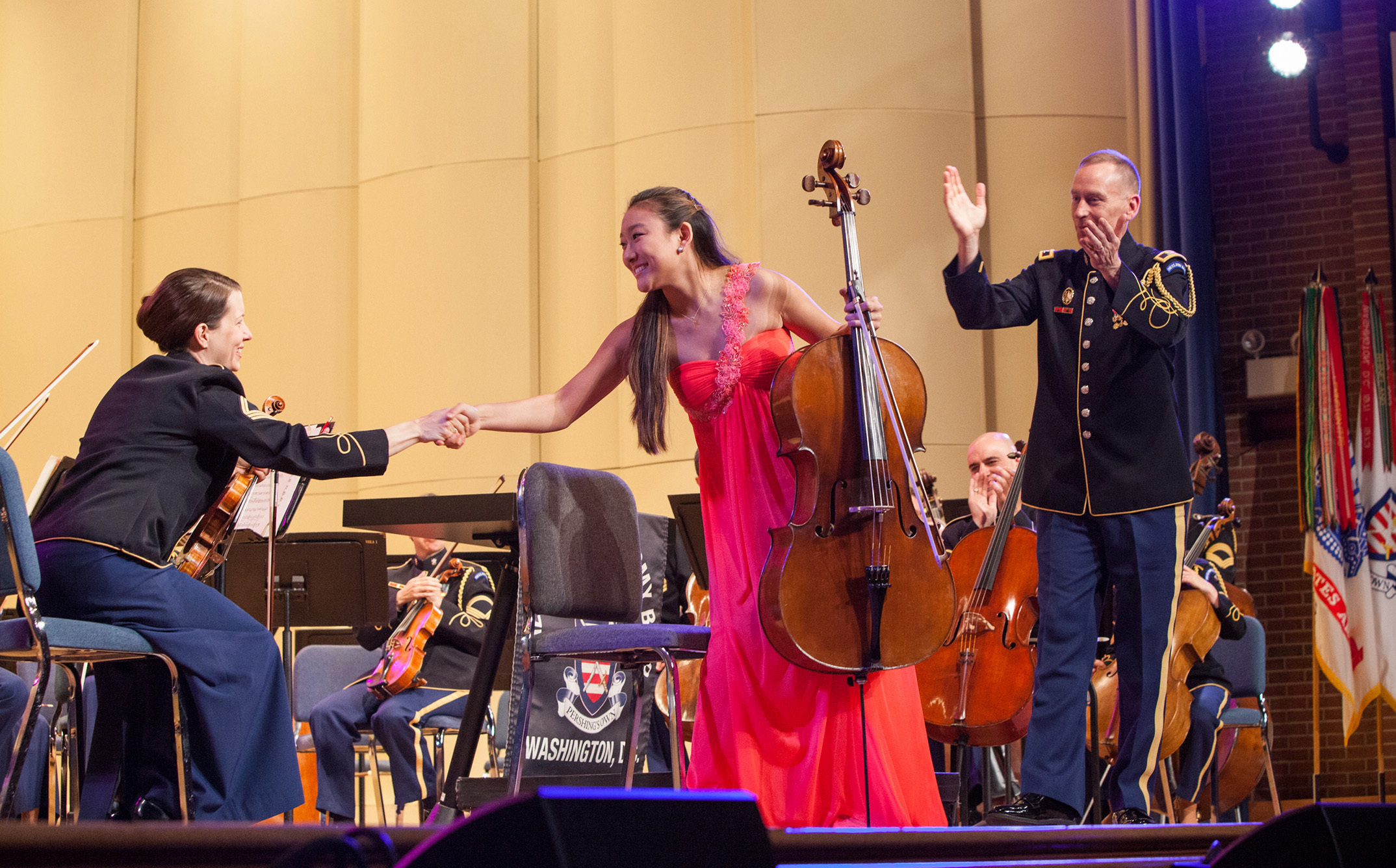
Konsertmästaren tackar en solist.

Konsertmästare är en titel för musikernas främste representant och ledare i en större orkester.
Konsertmästaren för orkesterns talan vid diskussioner mellan dirigent och orkester, leder stämning och andra praktiska moment i orkesterarbetet samt fattar beslut om tekniska detaljer i framförallt stråkföringen. Hen sitter längst fram nära mitten av podiet, omedelbart till vänster om dirigenten, så att alla i orkestern har möjlighet att uppfatta visuella signaler från henne eller honom. Dock behöver inte en dirigent ingå i besättningen. 
Framförallt i en symfoniorkester kan vissa instrumentgrupper vara indelade i olika stämmor, som parallellt spelar olika kompletterande melodier i kontrapunkt; violinerna är normalt till exempel indelade i två stämgrupper. Den främste representanten för en sorts instrument eller en stämma kallas stämledare. Konsertmästaren är också stämledare för sin stämma, vanligen förstaviolinerna. I stämledarnas uppgifter, därmed också konsertmästarens, ingår också att spela sin instrumentgrupps eller stämmas solopassager, som kan ingå i ett orkesterverk. I en blåsorkester benämns ibland förstaklarinettisten konsertmästare, med liknande ansvar som i symfoniorkestern.